# Lou Bennett
Lou Bennett (* 18. Mai 1926 in Philadelphia; † 10. Februar 1997 in Paris) war ein US-amerikanischer Hammond-Orgel-Spieler (Hammond-B3).
Bennett ließ sich 1960 in Paris nieder, wo er vor allem mit den Gitarristen Jimmy Gourley und René Thomas und dem Schlagzeuger Kenny Clarke zusammenspielte. 1966 nahm er in Prag eine Schallplatte mit dem noch jungen Gitarristen Philip Catherine und dem italo-französischen Drummer Franco Manzecchi auf. Ab 1980 leitete er ein Quintett, in dem u. a. Gérard Badini mitspielte.
Bennett war in den frühen 1960er-Jahren neben Ingfried Hoffmann der bekannteste Jazz-Organist Europas.
In dem französischen Spielfilm Le glaive et la balance (1963; dt. Titel: Am Ende aller Wege) von André Cayatte ist er mehrmals zusammen mit Kenny Clarke zu sehen und zu hören.

## Diskographie
- 1960: Amen (RCA)
- 1960: Dansez et rêvez avec le trio Lou Bennett (RCA Victor)
- 1963: Enfin ! (RCA)
- 1965: Pentacostal feeling
- 1966: Ovzeni Jazzohevo Festivalu 1966 (Supraphon)
- 1980: Live At The Club St Germain
- 1992: Quartet